# Митумба
Миту́мба (англ. Mitumba Mountains) — горный хребет в центральной части Восточно-Африканского плоскогорья, в Бурунди и восточной части Демократической Республики Конго.
Протяжённость с севера на юг составляет около 400 км. Высшая точка — гора Кахузи (3308 м). Хребет сложен молодыми вулканическими и древними кристаллическими породами. Преобладают плоские вершины на нескольких уровнях. Восточная часть хребта простирается вдоль тектонического понижения, занятого озёрами Эдуард, Киву и Танганьика. На склонах гор — влажные тропические леса (на западе) и саванны.